# Об'єднання демократичної української молоді
Об'єднання Демократичної Української Молоді (ОДУМ) — українська молодіжна громадська організація у США і Канаді. Рік заснування — 1950.
ОДУМ був заснований однодумцями Івана Багряного. Установчі збори у Нью-Йорку. Об'єднання Демократичної Української Молоді відкрито низку відпочинково-виховних, спортивних, кобзарських та інших літніх таборів у США і Канаді. Для своїх членів Об'єднання придбало відпочинкові оселі «Київ» (м. Акорд, штат Нью-Йорк, США) та «Україна» (м. Лондон, провінція Онтаріо, Канада). Об'єднання видало «Альманах-збірник ОДУМ-у 1950—1965» (Торонто; Чикаґо; Нью-Йорк, 1965), «Порадник одумівця» (2 т.), «Сторінки ОДУМ-у» при часописах «Українські вісті», «Українське Життя», «Свобода», «Молода Україна», збірки поезій «Цвіт папороті» М. Ситника, роман «Грань» О. Лупія. Голова ОДУМУ (1987—1993) Микола Мороз створив спільно з головою Фонду Культури України Борисом Олійником «Українсько-Канадське Спільне Підприємство КОБЗА» 1988 в Києві.
Станом на 2005 у складі ОДУМ було 500 осіб.